# Várpalota
Várpalota este un oraș din comitatul Veszprém, Ungaria.

## Monumente
- Castelul Zichy: în anul 1724 contele Zichy al II-lea și-a ales acest loc pentru una din reședințele sale. Terézia Erdődy a început construirea palatului, pentru locația căruia a fost ales centrul orașului. În 1860 palatul a suferit un incendiu. În 1865 edificiul a fost reconstruit conform proiectului întocmit de arhitectul Miklós Ybl. După război a fost distrusă biblioteca din castel și o parte din colecțiile artistice, dar a rămas creația lui Béla Pállik, găzduită în prezent de clădirea care adăpostește muzeul trianonului.

## Orașe înfrățite
- Fermo - Italia
- Kremnica - Slovacia
- Pascani - România
- Slovenj Gradec - Slovenia
- Wolfsberg - Austria

## Demografie
Componența etnică a orașului Várpalota
     Maghiari (97,29%)
     Necunoscut (0,59%)
     Alții (2,12%)
Componența confesională a orașului Várpalota
     Romano-catolici (30,57%)
     Fără religie (24,53%)
     Reformați (7,7%)
     Luterani (3,31%)
     Atei (1,58%)
     Necunoscută (32%)
     Alte religii (2,36%)
Conform recensământului din 2011, orașul Várpalota avea 20.471 de locuitori. Din punct de vedere etnic, majoritatea locuitorilor (97,29%) erau maghiari. Apartenența etnică nu este cunoscută în cazul a 0,59% din locuitori. Nu există o religie majoritară, locuitorii fiind romano-catolici (30,57%), persoane fără religie (24,53%), reformați (7,7%), luterani (3,31%) și atei (1,58%). Pentru 32,0% din locuitori nu este cunoscută apartenența confesională.